# ウスチ＝マヤ地区
ウスチ＝マヤ地区(ウスチ＝マヤちく、ロシア語: Усть-Майский улус、サハ語: Уус-Маайа улууhа)は、ロシア連邦、サハ共和国の34の地区（ラヨン、ulus）のうちの一つである。面積は95,300 km2。地区の中心地はウスチ＝マヤ。人口8,629人（2010年）。

## 行政区画
- 都市型集落:
  - アラフ＝ユニ (Аллах-Юнь)
  - エリディカン (Эльдикан)
  - ソルネチヌイ (Солнечный)
  - ウスチ＝マヤ (Усть-Мая)
  - ユガリョーナク (Югорёнок)
  - ズビョズドチュカ (Звёздочка)
- 村（nasleg）。
  - キュプツィ（Кюпцы）
  - ペトラパフラフスク（Петропавловск）
  - エジャンツィ（Эжанцы）
  - ベルカチ（Белькачи）
  - ウスチ＝ミル（Усть-Миль)